# Campionato oceaniano maschile di pallacanestro 1979
Il 4º campionato oceaniano maschile di pallacanestro FIBA (noto anche come FIBA Oceania Championship 1979) si è svolto dal 5 agosto all'8 agosto 1979 in Australia.
I campionati oceaniani maschili di pallacanestro sono una manifestazione biennale tra le squadre nazionali del continente, organizzata dalla FIBA Oceania. Storicamente questo torneo è disputato dalle sole nazionali dell'Australia e della Nuova Zelanda.

## Squadre partecipanti
- Australia
- Nuova Zelanda

## Gare
| Squadra  | Punteggio | Squadra  | Serie         |                 |
| 5 agosto | Australia | 65 - 41  | Nuova Zelanda | 1 - 0 Australia |
| 6 agosto | Australia | 62 - 53  | Nuova Zelanda | 2 - 0 Australia |
| 8 agosto | Australia | 115 - 73 | Nuova Zelanda | 3 - 0 Australia |

## Campione
Australia
(4º titolo)